# Prieuré de Corsendonk
 (août 2017).
Si vous disposez d'ouvrages ou d'articles de référence ou si vous connaissez des sites web de qualité traitant du thème abordé ici, merci de compléter l'article en donnant les références utiles à sa vérifiabilité et en les liant à la section « Notes et références ».
Le prieuré de Corsendonk (ou Korsendonk) était un monastère de chanoines réguliers augustiniens situé à Vieux-Turnhout, en Belgique, dans la Province d'Anvers. Fondé en 1393, Corsendonk a d'abord connu un essor rapide. L’église fut construite dès 1432, et le cloître en 1494.
En lien avec les prieurés de Groenendael et du Rouge-Cloître, les chanoines augustiniens se sont consacrés à la copie et à la transmission des textes bibliques et liturgiques. Érasme visita son scriptorium, bien connu jusqu'au XVIe siècle, pour y consulter le codex corsendoncanus.
Durant les guerres de Religion du XVIe siècle, le prieuré de Corsendonk fut victime des iconoclastes. Tout fut alors pillé, les bâtiments endommagés. Sous le règne d’Albert et Isabelle, dans la seconde moitié du XVIIe siècle, le monastère fut restauré. Plus tard, en 1785, il fut fermé par Joseph II. Confisqués par les autorités révolutionnaires françaises en 1795, les biens du prieuré furent mis en vente publique. 
Les bâtiments sont passés entre plusieurs mains, avant que le site ne soit classé en 1971 et rénové en 1975. Le seul bâtiment qui a survécu abrite aujourd’hui un centre de conférences avec hôtel.

## Situation géographique
Le prieuré de Corsendonk est, à l'origine, un territoire de 600 hectares de terres marécageuses situé dans la commune Oud-Turnhout, en Belgique, dans la Province d'Anvers.

## Historique

### Fondation et essor
En 1393, Marie de Gueldre, également connue sous le nom de Marie de Brabant (1325-1399), dame de Turnhout et fille du duc Jean III de Brabant, fait don de 600 hectares de terres marécageuses situées à Corsendonk aux chanoines de Saint-Augustin pour qu’ils y construisent une maison d’études.  Le prieuré dépendait de la congrégation de Windesheim. 
Corsendonk prend un rapide essor. C’est l’époque où sous l’impulsion de Jean de Ruisbroek, chanoine augustinien de Groenendael, et de Gérard Groote un renouveau de la vie spirituelle se dessine.  Les premiers bâtiments sont construits au XIVe siècle, l’église dès 1432 et le cloître, plus tard, en 1494. 
Centre intellectuel important, et en lien avec les prieurés de Groenendael et du Rouge-Cloître, les chanoines augustiniens se consacrent à la copie et transmission des textes bibliques et liturgiques. Leur bibliothèque est bientôt importante. Jusqu'au milieu du XVIe siècle, Corsendonk fut un scriptorium bien connu. Érasme le visita pour consulter le codex corsendoncanus.

### XVIeetXVIIesiècles
Le XVIe siècle, surtout dans sa seconde moitié, est catastrophique pour Corsendonk comme pour les autres centres monastiques des Pays-Bas. L’influence de la  Réforme protestante est grande, d’autant plus présente que Martin Luther appartient au même ordre augustinien. À Corsendonk, la communauté est divisée à son sujet. 
Durant les guerres de Religion du XVIe siècle, le prieuré de Corsendonk est victime des iconoclastes. Tout est alors pillé, les objets religieux sont volés, les bâtiments, y compris la bibliothèque, sont endommagés.  
Sous le règne d’Albert et Isabelle et le retour de la paix, le monastère est restauré. Les bâtiments actuels datent de cette époque, de la seconde moitié du XVIIe siècle précisément. En 1645, les chanoines prennent la direction de l’école latine de Turnhout et ils en seront responsables jusqu’en 1761.

### Suppression
Constatant qu’ils ne sont plus engagés dans l’enseignement et estimant donc qu’ils étaient ‘inutiles’ l’empereur Joseph II supprime le prieuré de Corsendonk en 1784.  Confisqués par les autorités révolutionnaires françaises en 1795, les biens du prieuré sont mis en vente publique. Le mobilier d’église est réparti entre diverses églises des environs que desservaient les chanoines.    

### Aujourd’hui
Après l’expulsion des chanoines les bâtiments passent entre des mains privées. À partir de 1799 le prieuré devient résidence privée et château, et le restera. Des industriels de Turnhout sont les premiers à s’y intéresser. 
En 1968 lorsque Fernand Nédée achète le prieuré-château, une sérieuse restauration à l’authentique est mise en chantier. Pour l’ancien prieuré augustinien (c’est-à-dire son aile septentrionale qui seule a survécu) c’est une nouvelle vie. En 1970 les bâtiments sont classés et protégés comme monuments historiques. Depuis 1975, il s’y est installé un centre de conférences et séminaires. Plus tard des possibilités de logement sont offertes : un hôtel est ouvert.
Le prieuré est ouvert aux visiteurs. Une visite guidée est organisée le dernier dimanche de chaque mois. On peut voir au rez-de-chaussée l'ancienne salle capitulaire et le 'scriptorium', espace chauffé où les chanoines recopiaient livres et manuscrits. Aux étages supérieurs: les salles à manger. Au sous-sol: une grande salle avec magnifiques voûtes, est bien préservée. Par ailleurs on trouve sur le même site le bâtiment où les femmes étaient reçues, et un autre servant à l’hospitalité: particulièrement à ceux qui, arrivant à la tombée de la nuit, n’avaient pas trouvé logement.